# Callograptus
Genre
Espèces de rang inférieur
- † Callograptus attexus (Počta, 1894)
- † Callograptus elegans Hall, 1865
- † Callograptus expansus Bulman, 1934
- † Callograptus hanae J. Kraft, 1998
- † Callograptus hanzliki J. Kraft, 1975
- † Callograptus holubi Bouček, 1956
- † Callograptus horaki (Bouček, 1956)
- † Callograptus janae P. Kraft & J. Kraft, 2004
- † Callograptus jani J. Kraft, 1975
- † Callograptus kodymi Prantl & Přibyl, 1949
- † Callograptus ludmilae J. Kraft, 1999
- † Callograptus rokycanensis Bouček, 1956
- † Callograptus salteri Hall, 1865
- † Callograptus undosus J. Kraft, 1973

Callograptus est un genre éteint de graptolites dendroïdes (Dendroidea) de la famille également éteinte des Dendrograptidae.
Callographus est présent dans des sédiments du Cambrien au Carbonifère, avec une répartition mondiale.